# Lawrence Lessig
Lawrence Lessig também conhecido como Larry Lessig (Rapid City, 3 de Junho de 1961) é um escritor norte-americano, professor na faculdade de direito de Harvard e um dos fundadores do Creative Commons e um dos maiores defensores da Internet livre, do direito à distribuição de bens culturais, à produção de trabalhos derivados (criminalizadas pelas leis atuais), e do fair use.
Lawrence Lessig defende que a cultura seria mais rica se as leis que regulam os direitos autorais fossem mais flexíveis. Em seu livro Cultura Livre, mostra, por exemplo, como um lobby americano conseguiu junto ao Congresso daquele país aumentar o prazo pelo qual uma obra permanece "protegida", de modo a não permitir que inúmeros produtos imateriais (filmes, músicas, livros etc.) sejam usados para produzir novas obras. O autor menciona, entretanto, que a Disney, uma das participantes do lobby, teve a mesma conduta que tenta coibir aos demais, ao produzir histórias infantis como "Branca de Neve" e "Cinderela".
De acordo com sua proposta, Lessig disponibiliza alguns de seus livros para cópia e reprodução em seu site.

## Cultura Livre
Em 2002 Lessig foi premiado pelo Award for the Advancement of Free Software da Free Software Foundation (FSF), e em 28 de março de 2004, foi eleito como membro da equipe de diretores da FSF. Em 2006 foi eleito para a American Academy of Arts and Sciences. Também é bastante conhecido por sua posição crítica em relação aos termos do copyright.
Em seu livro homônimo ao propor o conceito de Cultura Livre, Lessig traça um panorama histórico do direito e das relações sociais nos Estados Unidos. Seu argumento central é o de que desde a invenção do copyright nunca houve restrições tão grandes ao uso de obras passíveis de direitos autorais. Lessig relativiza o conceito de pirataria e recoloca a ideia de liberdade como condição fundamental para o desenvolvimento tecnológico e cultural.
Um de seus argumentos em favor de uma melhor compreensão do conceito de pirataria é o de que ela não pode ser considerada como roubo. Roubar alguém significa privar este alguém de uma determinada posse, o que não acontece com cópias digitais. Por sinal, grande parte do livro se concentra em desmontar argumentos recorrentemente utilizados pelas indústrias cuja posição é ameaçada pelas novas tecnologias.
Lessig exlica o conceito de internet "read-only" e "read-write", sendo a primeira aquela em que os usuários não tem acesso livre aos bens culturais, participando do mercado apenas como consumidores. O segundo é radicalmente diferente, e define a internet colaborativa (usando como exemplo a própria Wikipédia), e o meio pelo qual os bens culturais são livremente distribuídos e reinventados.
Também apoia o software livre e de código aberto. É fundador e membro da Creative Commons e membro também da Electronic Frontier Foundation. Na sua fala na OSCON 2002, metade de seu discurso foi a respeito da patentes de software os quais vê como uma crescente ameaça às ao software livre, ao open source (código aberto) e às inovações. Atualmente é membro diretor da Software Freedom Law Center, criado em fevereiro de 2005.

## Code v2
Em 2005, foi montado um wiki colaborativo para a atualização e correção de seu primeiro livro, Code and Other Laws of Cyberspace, projeto do qual participaram diversas pessoas. Durante o ano de 2006, Lessig produziu a versão final do texto, lançado no final do ano o livro Code: Version 2.0.
Neste livro, são retomados os temas relativos ao código de software como um dos quatro constrangimentos com que nos deparamos no ciberespaço (os outros três são as leis, o mercado e as normas sociais). Lessig argumenta que, assim como a arquitetura no espaço físico, o código serve como limitador da ação na Internet (não necessariamente no sentido negativo, mas muitas vezes usado para restringir excessivamente a liberdade do internauta).

## Obras
- Code and Other Laws of Cyberspace (2000)
- The Future of Ideas (2001)
- Cultura livre (2004). Publicado sob a Licença Creative Commons Atribuição-NãoComercial 1.0
- Code: Version 2.0 (2006) Publicado sob a Licença Creative Commons Atribuição-NãoComercial 2.5
- Remix (2008)